# Hovden (Setesdal)
Hovden is een plaats en skigebied in de Noorse gemeente Bykle, provincie Agder, in het Setesdal.
Het dorp ligt bij het meer Hartevatn aan Riksvei 9. Hovden is een populaire toeristenplaats, met name voor de wintersport. Rond het dorp zijn uitgebreide voorzieningen, onder meer vijf skiliften en een zwembad.
|  |